# Saulx-Marchais
 Saulx-Marchais  es una población y comuna francesa, en la región de Isla de Francia, departamento de Yvelines, en el distrito de Rambouillet y cantón de Montfort-l'Amaury.

## Demografía
| 261 | 300 | 346 | 402 | 506 | 600 |
| Para los censos de 1962 a 1999 la población legal corresponde a la población sin duplicidades (Fuente: INSEE [Consultar]) |     |     |     |     |     |